# Serafim Seppälä
Serafim Seppälä eller Munk Serafim, född 12 november 1970 i Uleåborg, som tidigare hette Veli-Petri Seppälä, är en finländsk, ortodox munk, diakon, filosofie doktor, författare och översättare.

## Biografi
Serafim Seppälä tog magisterexamen 1996 och disputerade 2002, vid Helsingfors universitet. Han blev munk 2001 och diakon 2004. Han vigdes till präst i Uspenskijkatedralen i Helsingfors den 15 augusti 2012 av Helsingfors dåvarande metropolit Ambrosius.
Serafim Seppälä är professor i systematisk teologi och patristik vid Östra Finlands universitet. Han forskar i bland annat islamsk och österländsk mystik, fornkyrklig lära om Jungfru Maria,  teologi enligt kristna apokryfer, poesi av Efraim syriern, syrisk poesi, östsyrisk 600–700-talsmystik, klassisk judisk bibeltolkning, teologi i skönlitteraturen, arvet efter det armeniska folkmordet samt estetik inom den österländska kristendomen, med fokus på Armeniens bildkonst och skönhetsbegreppet enligt österländska kyrkofäder.
Serafim Seppäläs verk från 2006, Tie ylösnousemukseen ("Vägen till uppståndelsen"), som handlar om påskfastan, vann samma år omröstningen Kaikkien aikojen ortodoksinen kirja ("Alla tiders ortodoxa verk"). Han har också översatt bland annat flera österländska kyrkofäders verk, exempelvis verk av Johannes Chrysostomos och Isak av Nineve.
Munk Serafims bok Vapaus ("Frihet") behandlar frihetsbegreppet och frihetens väsen ifrån ett västerländskt, filosofiskt perspektiv å ena sidan och å andra sidan i ljuset av österländsk teologisk undervisning. Verket utsågs 2007 till årets kristna verk.
Hans verk från 2007, Araratista Itään – 12 avainta kauneuden ja kärsimyksen Armeniaan utkom 2017 på svenska med titeln Öster om Ararat – En bok om skönhetens och lidandets Armenien , översatt av Svante Lundgren, docent vid Åbo Akademi. Översättningen innehåller uppdateringar om utvecklingen i Armenien inom flera olika områden sedan utgivningen av ursprungsverket. Serafim Seppälä började bekanta sig med den armeniska kulturen redan på 1990-talet medan han under ett års tid bodde i det armeniska kvarteret i gamla staden i Jerusalem. Han har besökt Armenien flera gånger sedan 2001, vilket resulterat i tre böcker om landet.

## Verk i urval
- Paratiisi on idässä. Lähi-idän kristittyjen ja syyrialaisen kirjallisuuden historiaa sekä kokoelma syyrialaisten isien opetuksia. Helsingfors: Suomen Itämainen Seura (Finska orientsällskapet), 1999. ISBN 951-9380-42-6.
- Kerubin silmin. Luostareissa, luolissa, erämaissa ja pylväillä kilvoitelleiden syyrialaisten askeettien historiaa. Helsingfors: Suomen Itämainen Seura (Finska Orientsällskapet), 2002. ISBN 951-9380-53-1.
- “In Speechless Ecstasy”. Expression and Interpretation of Mystical Experience in Classical Syriac and Sufi Literature. Helsingfors: University of Helsinki, 2002. ISBN 952-10-0487-8.
- Tie ylösnousemukseen. Suuren paaston ja pääsiäisen sanoma. Helsingfors: Kirjapaja, 2006. ISBN 951-607-312-3.
- Tuomaan teot. Johdanto ja käännös: munkki Serafim. Suomen eksegeettisen seuran julkaisuja 91. Helsingfors: Suomen Eksegeettinen Seura, 2006.
- Vapaus. Johdatus mysteeriin. Henki & elämä. Helsingfors: Kirjapaja, 2007. ISBN 978-951-607-465-1.
- Araratista itään. 12 avainta kauneuden ja kärsimyksen Armeniaan. Helsingfors: Kirjapaja, 2007. ISBN 978-951-607-567-2.
- Kultainen Jerusalem. Pyhän kaupungin idea juutalaisuudessa, kristinuskossa ja islamissa. Helsingfors: Kirjapaja, 2008. ISBN 978-951-607-639-6.
- Elämän äiti. Neitsyt Maria varhaiskristillisessä teologiassa. Helsingfors: Maahenki, 2010. ISBN 978-952-5652-87-1.
- Kauneus. Jumalan kieli. Helsingfors: Kirjapaja, 2010. ISBN 978-952-247-077-5.
- Valo jää. Dostojevski, Gibran, Kazantzakis ja Jumalan mysteeri. Helsingfors: Kirjapaja, 2011. ISBN 978-952-247-078-2.
- Armenian kansanmurhan perintö. Helsinki: Like, 2011. ISBN 978-952-01-0589-1.
- Missä on liikaa, sieltä puuttuu jotakin. Juutalaisen huumorin maailma. Helsingfors: Kirjapaja, 2012. ISBN 978-952-247-263-2.
- Valon aamu : Armenialaisia rukouksia. Helsingfors: Maahenki, 2013. ISBN 978-952-5870-89-3.
- Naiseus. Varhaiskristillisiä ja juutalaisia näkökulmia. Helsingfors: Kirjapaja, 2013. ISBN 978-952-247-422-3.
- Ikonin filosofia. Helsingfors: Kirjapaja 2014.
- Vaienneita ääniä. Helsingfors: Kirjapaja 2015.
- Taivaalliset voimat. Enkelit juutalaisuudessa ja varhaiskristillisyydessä. Helsingfors: Kirjapaja 2016.
- Keisarin edessä. Kaksi ateenalaista apologiaa. Helsingfors: Gaudeamus 2017.
- Öster om Ararat – En bok om skönhetens och lidandets Armenien. Översättning Svante Lundgren. Skellefteå: Artos & Norma, 2017. ISBN 978-91-7777-009-1.

## Översättningar till finska i urval
- Salomon laulut. Heinävesi: Valamo kloster, 2000. ISBN 951-9468-83-8.
- Johannes Krysostomos: Opetuspuheita Johanneksen evankeliumista I. Heinävesi: Valamo kloster, 2001. ISBN 951-9468-88-9.
- Sydämen peili. 365 päivää hengellisten isien seurassa. Helsingfors: Kirjapaja, 2003. ISBN 951-625-954-5.
- Johannes Krysostomos: Opetuspuheita Johanneksen evankeliumista II. Heinävesi: Valamo kloster, 2003. ISBN 951-9468-97-8.
- Efraim Syyrialainen: Paratiisihymnit. Heinävesi: Valamo kloster, 2004. ISBN 951-9468-98-6.
- Iisak Niniveläinen: Kootut teokset. Heinävesi: Valamo kloster, 2005. ISBN 952-5495-03-5.
- Tuomaan teot. Johdanto ja käännös munkki Serafim. Suomen eksegeettisen seuran julk. 91, Helsinki, 2006.
- Johannes Viiniköynnös: Palava ruoko. Syyrialaisen mystikon kirjeitä 700-luvulta. Helsingfors: Kirjapaja, 2007. ISBN 978-951-607-464-4.
- Theodoros Abu Qurra: Ikonien kunnioittamisesta. 2008
- Valon aamu. Armenialaisia rukouksia. Koonnut ja kääntänyt Serafim Seppälä. Helsingfors: Maahenki, 2013. ISBN 978-952-5870-89-3.